# Clara Latimer Bacon
 Clara Latimer Bacon  (* 13. August 1866 in Hillsgrove, McDonough County, Illinois; † 14. April 1948 in Baltimore) war eine US-amerikanische Mathematikerin und Hochschullehrerin.  Sie war die erste Frau, die an der Johns Hopkins University in Mathematik promovierte.

## Leben und Werk
Bacon besuchte 1886 das Hedding College in Abingdon in Illinois und nach einem Jahr das Wellesley College, wo sie 1890 ihren Bachelor of Arts erhielt. Anschließend unterrichtete sie für ein Jahr in Kentucky und dann fünf Jahre in Illinois. 1897 begann sie auf Einladung von John Goucher als Dozentin für Mathematik am Women’s College in Baltimore (heute Goucher College) zu unterrichten. Während dieser Zeit setzte sie ihr Studium an der University of Chicago in den Sommerquartalen von 1901 bis 1904 fort und erwarb 1904 einen Master-Abschluss an der University of Chicago. 1907 begann sie an der Johns Hopkins University ein Studium der Mathematik, Pädagogik und Philosophie. 1911 promovierte sie als erste Frau in Mathematik an der Johns Hopkins University bei Frank Morley. Ihre Dissertation The Cartesian Oval and the Elliptic Functions Rho and Sigma wurde 1913 im American Journal of Mathematics veröffentlicht.  1905 wurde sie zum außerordentlichen Professor, 1914 zum ordentlichen Professor befördert und lehrte bis zu ihrer Pensionierung am Goucher College. Sie war Mitglied der American Mathematical Society und der Mathematical Association of America und war eine Zeit lang Präsidentin der Sektion Maryland-Virginia der MAA. Darüber hinaus war sie Mitglied mehrerer Friedensorganisationen. Ein Studentenwohnheim am Goucher College wurde ihr zu Ehren „Bacon House“ benannt.